# نافالمورال
بلدية نافالمورال (بالإسبانية: Navalmoral) هي بلدية تقع في مقاطعة آبلة التابعة لمنطقة قشتالة وليون وسط إسبانيا.

## الديموغرافيا
بلغ عدد سكان بلدية نافالمورال 428 نسمة عام 2011 (وفقاً للمعهد الوطني للإحصاء الإسباني).
| 635 | 614 | 546 | 480 | 476 | 464 | 428 |